# 玉泉堂酒造
玉泉堂酒造株式会社（ぎょくせんどうしゅぞう）は、岐阜県養老郡養老町にある酒類製造業者である。

## 代表銘柄
日本酒
- 美濃菊
- 醴泉（玉、正宗、蘭奢待）
- 無風
- 伊吹山 鬼ころし

焼酎
- 山芋焼酎 夜叉ヶ池
- 山芋焼酎 山の精・芋の精

ウイスキー
- ピークウイスキー
- ピークウイスキースペシャル

リキュール
- 美濃菊 貴醸梅酒
- 伊吹百草 養老酒
- リック・ミネット

みりん
- 玉泉白滝純米本味醂 十年熟成
- 白滝純米本味醂 三年熟成

## 沿革
- 1806年 創業。
- 1934年 会社設立。
- 1957年 一般公募により酒名を「玉菊」とする。
- 1987年 「醴泉」発売。
- 1989年 「美濃菊」発売。
- 1989年 全国新酒鑑評会にて金賞受賞。